# André Cresson
André Cresson (Parigi, 28 aprile 1869 – Parigi, 16 marzo 1950) è stato un filosofo francese, docente al Lycée Louis-le-Grand di Parigi, importante e prolifico storico della filosofia della prima metà del XX secolo.

## Biografia
Jean Georges André Cresson era figlio dell'avvocato e politico Ernest Cresson (1824-1902), il quale fu anche Prefetto di polizia di Parigi, e di Alice Choppin (1835-1908).
Cresson fu amico e compagno di studi al Liceo Condorcet del filosofo Léon Brunschvicg. Allievo di Jules Lachelier, Cresson entra all'ENS di Parigi nel 1888 e dal 1891 è agregé de philosophie. Inizia l'insegnamento presso diverse località della Francia, tra le quali: Rodez, Alençon, Laval (Mayenne), Nantes, Lione e poi a Parigi in diversi Licei di prestigio, tra cui si possono citare il Saint-Louis, Janson, Lakanal, Buffon, e infine tiene il corso di khâgne al Condorcet (1913) e al Lycée Louis-le-Grand (1929), dove fu nominato professore onorario di filosofia.
André Cresson fu autore di un gran numero di introduzioni ai filosofi (pubblicate da Alcan e Presses Universitaires de France) e di numerosi articoli sulla Revue de métaphysique et de morale, ma anche di libri teorici sulla filosofia generale che ebbero varie riedizioni. Inoltre partecipò assiduamente alle riunioni della "Société Française de philosophie" e divenne membro della "Societeé des amis de l'histoire des sciences".
André Cresson ebbe tra i suoi studenti gli illustri André Breton, Raymond Aron, Daniel Lagache e Claude Lévi-Strauss, che lo ricorda in una pagina di Tristi tropici.

## Opere
- La morale de Kant: étude critique, Paris, Alcan, 1897 [2ª ed. 1904]
- La morale de la raison théorique: essai philosophique, Paris, Alcan, 1903
- Le malaise de la pensée philosophique, Paris, Alcan, 1905
- Les bases de la philosophie naturaliste, Paris, Alcan, 1907
- L'espèce et son serviteur: sexualité et moralité, Paris, Alcan, 1913
- L'inverifiable, Paris, Chiron, 1920
- Les réactions intellectuelles élémentaires, Paris, Alcan, 1922
- La position actuelle des problèmes philosophiques, Paris, Stock, 1924
- Les courants de la pensée philosophique française, 2 voll., Paris, Colin, 1927 [1931; 1938; 1941; 1946; 6ª ed. 1950]
- Les systèmes philosophiques, Paris, Colin, 1929 [1931; 1935; 1939; 1942; 1947; 7ª ed. 1951]
- Le problème moral et les philosophes, Paris, Colin, 1933 [1933; 1939; 1947; 5ª ed. 1954]
- La réprésentation: essai philosophique, Paris, Boivin, 1936
- La philosophie française, Paris, PUF, 1944 [1948; 1951; 4ª ed. 1956]
- La philosophie antique, Paris, PUF, 1947 [1949; 1954; 4ª ed. 1957]
- Le mécanisme de l'esprit, Paris, Colin, 1950

### Introduzioni ai filosofi
Collana "Philosophes" diretta da Émile Bréhier prima per Félix Alcan, poi Presses Universitaires de France:
- Marc-Aurèle: sa vie, son oeuvre, Paris, Alcan, 1939 [1942; 1947; 1962]
- Pascal: sa vie, son oeuvre, Paris, Alcan, 1939 [1942; 1947; 1956; 1962]
- Platon: sa vie, son oeuvre, Paris, Alcan, 1939 [1941; 1947; 1953; 1956; 1962]
- Epicure: sa vie, son oeuvre, Paris, Alcan, 1940 [1947; 1958]
- Rousseau: sa vie, son oeuvre, Paris, PUF, 1940 [1947; 1950; 1962]
- Spinoza: sa vie, son oeuvre, Paris, PUF, 1940 [1950; 1960]
- Auguste Comte: sa vie, son oeuvre, Paris, PUF, 1941 [1957]
- Bergson: sa vie, son oeuvre, Paris, PUF, 1941 [1947; 1950; 1955; 1957; 1964]
- Kant: sa vie, son oeuvre, Paris, PUF, 1941 [1949; 1955; 1959; 1963]
- Saint Thomas d'Aquin, Paris, PUF, 1942 [1947; 1957]
- Nietzsche: sa vie, son oeuvre, Paris, PUF, 1942 [1947; 1953]
- Saint-Augustin: sa vie, son oeuvre, Paris, PUF, 1942 [1947; 1957]
- Descartes: sa vie, son oeuvre, Paris, PUF, 1942 [1946; 1950; 1957; 1962]
- Aristote: sa vie, son oeuvre, Paris, PUF, 1943 [1946; 1950; 1958; 1963]
- Leibniz: sa vie, son oeuvre, Paris, PUF, 1946 [1947; 1958]
- Schopenhauer: sa vie, son oeuvre, Paris, PUF, 1946 [1957; 1962]
- Montaigne: sa vie, son oeuvre, Paris, PUF, 1947 [1952; 1961]
- Socrate: sa vie, son oeuvre, Paris, PUF, 1947 [1956; 1962]
- Francis Bacon: sa vie, son oeuvre, Paris, PUF, 1948 [1956]
- Voltaire: sa vie, son oeuvre, Paris, PUF, 1948 [1958]
- Diderot: sa vie, son oeuvre, Paris, PUF, 1948 [1949]
- Ernest Renan: sa vie, son oeuvre, Paris, PUF, 1949
- Hegel: sa vie, son oeuvre, Paris, PUF, 1949 [1955; 1961; 1963]
- Maine de Biran: sa vie, son oeuvre, Paris, PUF, 1950
- Léon Tolstoi: sa vie, son oeuvre, Paris, PUF, 1950
- Hyppolite Taine: sa vie, son oeuvre, Paris, PUF, 1950 [1951]
- David Hume: sa vie, son oeuvre, Paris, PUF, 1952 (con Gilles Deleuze)
- Darwin: sa vie, son oeuvre, Paris, PUF, 1956

### Articoli
- A. Cresson, L'éducation humanisante et Les préoccupations artificielles, “Revue de Métaphysique et de Morale”, a. 45, n. 2 (1938), pp. 285–324;
- A. Cresson, Lettre de M. André cresson. Hommage à Léon Brunschvicg, “Revue de Métaphysique et de Morale”, a. 50, n. 1-2 (1945), pp. 5–7;